# Tricholochmaea sablensis
Tricholochmaea sablensis es una especie de insecto coleóptero de la familia Chrysomelidae.
Fue descrita científicamente en 1969 por Brown.